# Чарас (клуб по хоккею с мячом)

Хоккей с мячом

Чара́с — детско-юношеский спортивный клуб из Усть-Кана по хоккею с мячом; победитель всесоюзных соревнований «Плетёный мяч» 1985 года, серебряный призёр сезона 2011/2012. Тренерско-преподавательский состав: 17 человек.

## История
По решению исполнительного комитета Усть-Канского Совета народных депутатов Горно-Алтайской автономной области РСФСР (№ 243-а от 13 августа 1984 г.), согласно «Положению о внешкольных учреждениях Минобразования РСФСР», в Усть-Кане была открыта Усть-Канская детско-юношеская спортивная школа.

Тогда же была создана хоккейная команда школьников «Чарас».
- 1986 г. — журналист В.Туршатов, собственный корреспондент газеты «Молодой сибиряк» города Омска, во время Всесоюзных соревнований на призы клуба ЦК ВЛКСМ «Плетёный мяч» писал:

«Юные хоккеисты из Горно-Алтайской автономной области приехали в Омск на поезде…Свою команду алтайские ребята назвали по названию реки Чарас, на которой проводят игры и тренировки… Им порой не хватает хоккейного снаряжения. Выходят из положения так: из войлока, из пластмассовых горшков для цветов сами конструируют и готовят щитки. Конечно, красивыми их не назовёшь, но алтайские мальчишки уже в третий раз приезжают на Всесоюзный финал…Ребята из „Чараса“ установили своеобразный рекорд. За всё время соревнований они не сломали ни одной клюшки. Да и вообще на игру „Чараса“ приятно было смотреть: удалая, быстрая, но очень корректная. В команде не было ни одного удаления….Команда „Чарас“ в своей младшей возрастной группе заняла второе место».
- С 1984 года хоккеисты Чараса побывали на ежегодных соревнованиях в таких городах, как:

- Абаза,
- Абакан,
- Архангельск,
- Барнаул,
- Белово,
- Иркутск,
- Кемерово,

- Киров,
- Комсомольск-на-Амуре,
- Краснотурьинск,
- Красноярск,
- Мурманск,
- Новоалтайск,
- Новосибирск,
- Омск,
- Первоуральск,
- Северодвинск,
- Сыктывкар,
- Усть-Илимск,
- Чита.

- сезон 2011/2012 — Чарас стал серебряным призёром[2].

Они играли:
- на всесоюзных и всероссийских соревнованиях, за Алтайский край,
- на первенство и Кубок Министерства просвещения РСФСР и Минобразования РФ среди ДЮСШ и ДЮСШОР.